# Hube (Familienname)
Hube ist ein deutscher Familienname.

## Namensträger
- Carl August Hube (1809–1893), deutscher Lithograf und Zeichenlehrer
- Fritz Hube (1902–1955), deutscher Schauspieler
- Hans-Jürgen Hube (1933–2011), deutscher Germanist, Skandinavist und Hochschullehrer
- Hans-Valentin Hube (1890–1944), Generaloberst der deutschen Wehrmacht
- Jörg Hube (1943–2009), deutscher Schauspieler, Regisseur und Kabarettist
- Romuald Hube (1803–1890), polnischer Rechtswissenschaftler